# Texmaker
Texmaker es un editor gratuito distribuido bajo la licencia GPL para escribir documentos de texto, multiplataforma, que integra muchas herramientas necesarias para desarrollar documentos con LaTeX, en una sola aplicación.
Texmaker incluye soporte Unicode, corrección ortográfica, auto-completado, plegado de código y un visor incorporado en pdf con soporte de synctex y el modo de visualización continua.
Para que Texmaker pueda funcionar es necesario haber instalado TeX previamente: TeX Live, MiKTeX o proTeXt.